# Reinickendorfer Straße (metropolitana di Berlino)
Reinickendorfer Straße è una stazione della linea U6 della metropolitana di Berlino.

## Storia
La stazione fu aperta nel 1923. La banchina di accesso ai treni, originariamente lunga 80 metri, fu prolungata nel 1993.

## Servizi
La stazione dispone di:
- Biglietteria

## Interscambi
- Fermata autobus